# روبرت بدنتر
روبرت بدنتر (انگلیسی: Robert Badinter؛ زادهٔ ۳۰ مارس ۱۹۲۸ – درگذشتهٔ ۹ فوریه ۲۰۲۴) وکیل، استاد، سیاستمدار، کنشگر اهل فرانسه بود. او مبتکر لغو حکم اعدام در فرانسه در سال ۱۹۸۱ بود.
روبرت بدنتر در ۹ فوریه ۲۰۲۴، در سن ۹۵ سالگی درگذشت.

## اوایل زندگی
رابرت بدینتر در ۳۰ مارس ۱۹۲۸ در پاریس متولد شد. پدرش سیمون بدینتر و مادرش شارلوت روزنبرگ بود. خانواده یهودی وی بیسارابیا در سال ۱۹۲۱ برای فرار از پوگروم به فرانسه مهاجرت کرده بودند. در طول جنگ جهانی دوم پس از اشغال پاریس توسط نازی‌ها، خانواده وی به لیون پناهنده شدند. پدر وی در سال ۱۹۴۳ در یک بازرسی در خیابان سنت کاترین دستگیر شد و با یهودیان دیگر به شرق تبعید شد.

## زندگی سیاسی

### مجازات مرگ
در سال ۱۹۶۵، بدنتر همراه با ژان-دنیس برادین، بدنتر شرکت بدنتر، برادین و شرکا (که اکنون به عنوان برادین پرات شناخته می‌شود) را تأسیس کردند. تا اینکه به ابتکار بدنتر قانون لغو حکم اعدام در ۱۹۸۱ به اجرا درآمد. مبارزه بدنتر در برابر مجازات حکم اعدام به دنبال اعدام راجر بونتم در ۲۸ نوامبر ۱۹۷۲ آغاز شد. بونتم همراه با کلود بوفت، در شورشی که در سال ۱۹۷۱ در زندان کلروو رخ داد، یک زندانبان و یک پرستار را گروگان گرفتند. این در حالی بود که پلیس ساختمان زندان را تحت فشار قرار داده بود، بوفت گلوی گروگان‌ها را برید. بدنتر وکیل بونتم بود و اگر چه در طول محاکمه قاتل تنها بوفت شناخته شد، اما هیئت منصفه هر دوی آنها را به مرگ محکوم کرد. اعمال مجازات اعدام برای فردی که بی‌گناه بود بدنتر خشمگین را برآن داشت تا خود را وقف لغو حکم مجازات اعدام نماید.
در این زمینه، و به عنوان یک وکیل، او پذیرفت تا از پاتریک هنری دفاع کند. در ژانویه سال ۱۹۷۶، فیلیپ برانت ۸ ساله ربوده شد. پاتریک هنری به زودی مظنون شناخته شد، اما به دلیل فقدان ادله کافی آزاد شد. او در یک مصاحبه تلویزیونی گفت کسانی که ربوده و کشته شدند، سزاوار مرگ بودند. چند روز بعد پاتریک هنری را دوباره دستگیر کردند و جسد برانت را در پتو زیر تختش پنهان کرده بود. بدنتر و روبرت بوکیون دفاع از پاتریک هنری را برعهده گرفتند، پرونده‌ای که به نفع هنری نبود، امادر سال ۲۰۰۱ به دنبال لغو حکم مجازات اعدام. هنری به حبس ابد محکوم شد.
مجازات اعدام در فرانسه چندین بار مورد استفاده قرار گرفت (سه نفر در بین سال‌های ۱۹۷۶ تا ۱۹۸۱ اعدام شدند)، اما موضوع مهم نگرانی عمومی بود.

## پست وزارتی (۱۹۸۱–۱۹۸۶)
در سال ۱۹۸۱، فرانسوا میتران به عنوان رئیس‌جمهور انتخاب شد و بدنتر وزیر دادگستری شد. در میان اولین اقدامات او، لایحه ای به مجلس فرانسه برد تا مجازات اعدام برای تمام جنایات لغو شود، که درنهایت پارلمان پس از بحث‌های متوالی و سخت در ۳۰ سپتامبر ۱۹۸۱ به این لایحه رای مثبت داد.
در طی دوران وزات دادگستری وی نیز چندین قانون را تصویب کرد:
- لغو ("دادگاه ویژه")، مانند ("دادگاه امنیت ملی") و دادگاه‌های نظامی در زمان صلح.
- تثبیت آزادی‌های فردی
- ارتقاء حقوق قربانیان (هر فرد محکوم می‌تواند درخواست تجدید نظر در کمیسیون اروپا یا دادگاه اروپایی حقوق بشر بکند)
- توسعه احکام غیرقانونی جایگزین حبس (مانند انجام خدمات اجتماعی برای جرایم جزئی). بدنتر تا ۱۸ فوریه ۱۹۸۶ در وزارت دادگستری بود.[۴]

## ۱۹۸۶–۱۹۹۲
بدنتر از مارس ۱۹۸۶ تا مارس ۱۹۹۵، رئیس شورای قانون اساسی فرانسه بود و از ۲۴ سپتامبر ۱۹۹۵، سناتور ایالت هاتس د ساین شد.
در سال ۱۹۹۱، بدنتر توسط شورای وزیران جامعه اروپا به عنوان عضو کمیسیون داوری کنفرانس صلح در یوگسلاوی منصوب شد. او توسط چهار عضو دیگر، که همه رؤسای دادگاه‌های قانون اساسی در جامعه اروپا بودند، به عنوان رئیس کمیسیون انتخاب شد.
بدنتر فعالیتهای خود را برای لغو مجازات اعدام در چین و ایالات متحده آمریکا ادامه داد، بدنتر ضمن تقاضا از مقامات، به ستیزه‌جویی در کنگره جهانی در برابر لغو مجازات اعدام پرداخت.
در سال ۱۹۸۹، در حضور چهاردهمین دالایی لاما در برنامه تلویزیونی مشهور فرانسوی آپوستروف که به حقوق بشر اختصاص داشت، شرکت کرد؛ و در این برنامه به از بین بردن فرهنگ تبت از مردم تبت اشاره کرد و از اصطلاح «نسل‌کشی فرهنگی» استفاده نمود و از مقاومت خشونت‌آمیز تبتی‌ها استقبال کرد. بندتر دالای لاما را چند بار دید، مخصوصاً در سال ۱۹۹۸ هنگامی که دالایی لاما را به عنوان «قهرمان حقوق بشر» در سال ۲۰۰۸ به حضور پذیرفت.
او اخیراً با پیوستن ترکیه به اتحادیه اروپا مخالفت کرده است، زیرا معتقد است که ترکیه قادر به پیروی از قوانین اتحادیه اروپا نیست. همچنین، موقعیت جغرافیایی ترکیه آن را بدترین موقعیت نامزدی برای اتحادیه اروپا می‌داند: "چرا اروپا باید در همسایگی با گرجستان، ارمنستان، سوریه، ایران، عراق، قفقاز پیشین، یعنی در کنار خطرناک‌ترین منطقه در این زمان باشد؟".
به عنوان رئیس کمیته داوری، وی حمایت زیادی در میان مردم مقدونیه و سایر گروه‌های قومی در جمهوری مقدونیه به دست آورد، زیرا او پیشنهاد کرد «استفاده از نام» مقدونیه «نمی‌تواند به معنی ادعای ارضی علیه یک کشور دیگر باشد» و بنابراین در سال ۱۹۹۲ مقدونیه را به رسمیت شناخت. از این رو، او در تهیه پیش نویس توافق‌نامه چرید در جمهوری مقدونیه مشارکت داشت. اصل در این توافقنامه که پیشنهادهای مربوط به قومیت در مجمع ملی (و بعداً در شوراهای شهر و سایر نهادهای دولتی محلی) و توسط اکثریت هر دو گروه قومی حمایت شد، اغلب آن را «اصل بدنتر» نامیده‌اند. او در سال ۲۰۰۶ عضو افتخاری خارجی آکادمی هنر و علوم آمریکایی شد.
فیلم ساخته شده برای تلویزیون - L'Abolition (الغای مجازات) - در ژانویه و فوریه ۲۰۰۹ با شرکت چارلز برلینگ در نقش رابرت بدنتر در کانال ۲ تلویزیون فرانسه پخش شد. این فیلم به تلاش‌های بدنتر برای نجات جان راجر بونتم و پاتریک هنری و مبارزه‌اش برای لغو مجازات اعدام در فرانسه تمرکز دارد.

## پروژه عدالت جهانی
بدنتر به عنوان همکار افتخاری برای پروژه عدالت جهانی خدمت می‌کند. پروژه عدالت جهانی به منظور هدایت یک تلاش جهانی و چند رشته‌ای برای تقویت حاکمیت قانون برای توسعه و ایجاد فرست در جوامع و عدالت تلاش می‌کند.

## جوایز
وی از پذیرش هرگونه جایزه افتخاری از نشان ملی لژیون دونور (همانند همسرش) و نشان ملی لیاقت خودداری کرد. با این حال او از کشورهای خارجی، به ویژه نشان توماس گاریک ماساریک (جمهوری چک) در سال ۲۰۰۱ و نشان ۸ سپتامبر (مقدونیه شمالی) در سال ۲۰۰۶ دریافت کرد.

## زندگی شخصی
بدنتر از یک خانواده یهودی بیسابایی متولد شد که در سال ۱۹۲۱ به فرانسه مهاجرت کرده است. در طول جنگ جهانی دوم، پدرش از لیون اخراج شد و در اردوگاه مرگ در سوبیبور کشته شد. همسر بدنتر الیزابت یک نویسنده فمینیست و دختر مارسل بلستین بلانش، بنیانگذار پابلیسیس است.

## زندگی سیاسی
- رئیس شورای قانون اساسی فرانسه: ۱۹۸۶–۱۹۹۵.

## مواضع دولتی
- وزیر دادگستری: ۱۹۸۱–۱۹۸۶ (استعفا، رئیس‌جمهور شورای قانون اساسی فرانسه شد).

مجلس انتخابات سنای فرانسه
- سناتور هاتس دین: ۱۹۹۵–۲۰۱۱. انتخاب شده در سال ۱۹۹۵، در سال ۲۰۰۴ دوباره انتخاب شد.